# Criza datoriilor europene

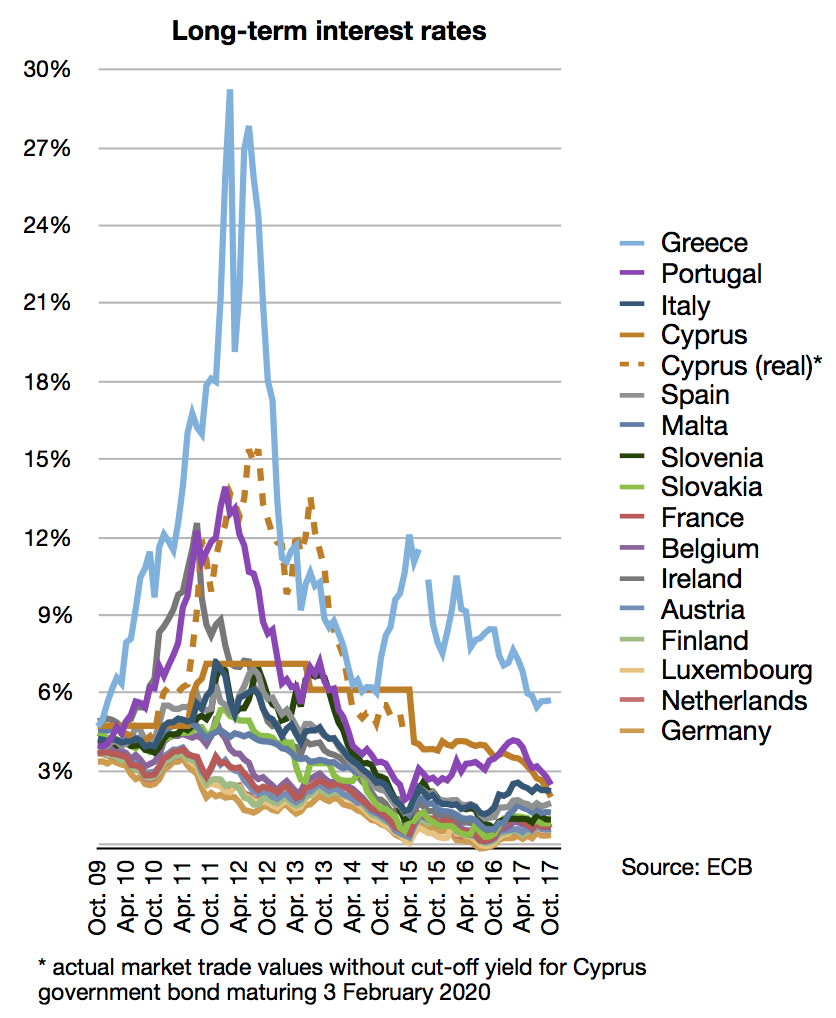
Ratele dobânzilor pe termen lung (randamentele pieței secundare a obligațiunilor de stat cu scadențe de aproape zece ani) din toate țările din zona euro, cu excepția Estoniei, Letoniei și Lituaniei. Randamentele mai mari de 4 puncte procentuale comparativ cu cel mai mic randament comparabil din statele din zona euro, adică unul de peste 6% în luna septembrie 2011, indică faptul că instituțiile financiare au avut îndoieli serioase cu privire la bonitatea statului.

Criza datoriilor Europene (de multe ori, numită deseori și criza din zona Euro) este o criză de datorii care durează mai mulți ani în Uniunea Europeană, care a început la sfârșitul anului 2009. Mai multe state membre a zonei euro (Grecia, Portugalia, Irlanda, Spania și Cipru) s-au pomenit în imposibilitatea de a rambursa sau de a refinanța datoria guvernului sau pentru a salva supra-îndatorirea băncilor din cadrul lor național de supraveghere fără asistența unor părți terțe, cum ar fi alte țări din zona Euro, Banca Centrală Europeană (BCE), sau Fondul Monetar Internațional (FMI).